# I. e. 688
Évszázadok: i. e. 8. század – i. e. 7. század – i. e. 6. század
Évtizedek: i. e. 730-as évek – i. e. 720-as évek – i. e. 710-es évek – i. e. 700-as évek – i. e. 690-es évek – i. e. 680-as évek – i. e. 670-es évek – i. e. 660-as évek – i. e. 650-es évek – i. e. 640-es évek – i. e. 630-as évek
Évek: i. e. 693 – i. e. 692 – i. e. 691 – i. e. 690 –  i. e. 689 – i. e. 688 – i. e. 687 – i. e. 686 – i. e. 685 – i. e. 684 – i. e. 683

## Események
- A 23. olümpiai játékok
- A rodosziak és a krétaiak megalapítják Gela városát Itáliában.